# 小巧中国溪蟹
小巧中国溪蟹（学名：Chinapotamon pusillum）为溪蟹科中国溪蟹属的动物。在中国大陆，分布于广西等地，主要栖息于海拔100 米的山区溪流石块下或石缝中，水浅而清。